# L'Œuf de l'ange
L’Œuf de l’ange (天使のたまご : Tenshi no tamago) est un film d'animation post-apocalyptique japonais écrit et réalisé par Mamoru Oshii, réalisateur qui, 10 ans plus tard sortira son chef-d'œuvre Ghost in the Shell (1995). L'Œuf de l'ange sort le 15 décembre 1985 au japon et résulte de la collaboration entre Oshii et l'artiste Yoshitaka Amano pour la direction artistique. La musique, quant à elle, est écrite par le compositeur Yoshihiro Kanno. 
Le film met en scène deux protagonistes : une jeune fille dotée d'un œuf mystérieux accompagnée d'un homme qu'elle rencontre plus tard. Tous deux errent alors dans un monde en ruine dont on ne sait rien. Le film d'animation qui se trouve être un OVA est qualifié par plusieurs genres passant du drame psychologique à l'allégorie biblique, ou encore film d'art.

## Synopsis
Dans un univers déserté, lugubre et totalement vide, une jeune fille garde un œuf énigmatique qu'elle pense être celui d'un ange. Elle vagabonde dans une cité délaissée, où un cataclysme paraît s'être déroulé il y a une éternité. Dans cet univers nocturne, elle rencontre un jeune homme silencieux, armé d'une arme en forme de croix, qui sera rapidement captivé par son œuf et aspirera à le briser. Des silhouettes de pêcheurs éthérées poursuivent des ombres de poissons fossiles projetées sur les murs, alors qu'un "soleil mécanique" se couche et se lève mystérieusement depuis la mer. Dans cet univers pétrifié, l'errance et l'introspection font foi. Sous la conduite de la jeune fille, le jeune homme trouve un squelette d'ange fossilisé, et entreprend de lui raconter une version modifiée de l'histoire de l'Arche de Noé. Un soir, pendant qu'elle est endormie, il casse l'œuf. À son réveil, la jeune demoiselle essaie de le poursuivre, mais tombe dans une crevasse et s'y trouve engloutie. Son dernier souffle donne naissance à des dizaines de nouveaux œufs. Sur le soleil mécanique se tient désormais une statue illustrant la jeune fille, tenant un œuf parmi d'autres formes figées. La caméra s'élève, dévoilant que cet univers désolé n'est qu'une immense coque d'arche abandonnée, à la dérive dans le vide infini. 

## Fiche technique
- Réalisateur, Scénariste : Mamoru Oshii
- scénarimage et direction artistique : Yoshitaka Amano
- Graphisme : Shichiro Kobayashi
- Musique : Yoshihiro Kanno
- Bruitages : Kise Kazuyoshi
- Production : Tokuma Shoten

## Distribution vocale
- Nezu Jinpachi : l'homme
- Hyoudou Mako : la petite fille

## Analyse
Dans une partie rare du champ de l’animation japonaise, L’Œuf de l’ange conjugue science-fantaisie, drame existentiel et réflexion métaphysique. Dans une cité noyée, habitée par d’anciennes créatures fossilisées et des fantômes de pêcheurs sans visage, les personnages vaquent à leur errance nocturne d’un monde que l’on imaginait figé dans une nuit éternelle. Ce décor post-apocalyptique – où toute trace de civilisation semble pétrifiée – rappelle la fin d’un monde qui n’a jamais connu de renaissance. Dans le film, l’histoire de l’Arche de Noé est détournée : l’oiseau ne revient pas avec un rameau, mais se fossilise à la place, scellant ainsi le sort d'un monde abandonné. Le mystère de l’œuf, que la jeune fille protège sans savoir ce qu’il contient, renforce l’ambiguïté de cette quête de sens dans un univers dépourvu d’espoir, où l’humain a disparu. La scène finale révèle que la ville repose sur la coque d’un vaisseau retourné – dernier reste d’une arche perdue dans le vide. Cette image incarne le sujet central du film : la mort du monde, la solitude errante, et le vide d’un cycle, d'une boucle interrompue. 
Mamoru Oshii lui-même reste assez flou sur le message et la signification du film. Plusieurs interprétations existent, les principales tournant autour des thèmes de la perte de la foi religieuse, du cycle de la vie et de la mort et de celui du rêve. 
Analyse stylistique et contextuelle
En rupture avec les standards de l’animation des années 1980, L’Œuf de l’ange ressemble à un poème visuel lent et oppressant. Avec moins de 400 coupes et presque aucun dialogue dans sa première moitié, le film favorise une esthétique contemplative, dominée par une palette désaturée et des décors gothiques délabrés. La bande sonore éthérée accentue le caractère onirique, presque sacré, de l’expérience. Chaque plan paraît comme un tableau – une réflexion sur la solitude, la mémoire et l’attente. Le rythme hypnotique, l’absence de narration classique, et l'abondance de symboles (œuf, statues, squelette d’ange, arche) inscrivent le film dans la continuité du cinéma d’auteur philosophique, rappelant les visions existentielles et apocalyptiques de la Nouvelle Vague japonaise des années 1970. Tout comme Puparia de Shingo Tamagawa, L’Œuf de l’ange offre une sensation plutôt qu'une narration : celle d’une humanité éteinte, d’un monde en pause, et d’une errance interminable dans les abîmes de la mémoire.
Dans une perspective plus large, l'expert E.L. Quarantelli a démontré que les films de catastrophe transmettent souvent des mythes collectifs concernant des désastres, influençant nos perceptions plus qu’ils ne reflètent la réalité des crises. L’Œuf de l’ange déjoue ces schémas habituels : il ne met pas en scène de sauvetage triomphant, de chaos spectaculaire, mais une errance silencieuse dans un monde terne et lunaire, laissant présager une disparition de l’humain bien plus radicale. Il remet non seulement en question la survie post-catastrophe, mais soulève également l'impossibilité même de recommencer, renversant ainsi le modèle narratif traditionnel du genre.

## Accueil critique
L’Œuf de l’ange a suscité des accueils critiques partagés, surtout en Occident, où sa narration elliptique, son symbolisme dense et son manque d’explication claire ont déconcerté de nombreux spectateurs. Souvent décrit comme un film qui n'est pas facile d'approche, il est fréquemment qualifié de cryptique, symbolique et expérimental. Néanmoins, plusieurs critiques saluent et apprécient sa beauté visuelle , son atmosphère lyrique, le mettant en parallèle avec des œuvres telles que La Belladone de la tristesse (Eiichi Yamamoto, 1973) ou encore La Planète sauvage (René Laloux, 1973). Brian Ruh le qualifie comme "l’un des films les plus beaux et les plus lyriques de l’animation", alors qu’Helen McCarthy y voit un "chef-d'œuvre [...] du cinéma symbolique" doté d'une esthétique surréaliste et introspective. Richard Suchenski considère le film comme l’œuvre la plus intime de Mamoru Oshii, condensant son univers visuel mythologique fantaisiste et sa sensibilité formelle. Peu diffusé sur la scène internationale, mais bien connu dans les cercles cinéphiles, L’Œuf de l’ange reste une référence importante du cinéma d’animation expérimental.